# Karen Hækkerup
Karen Angelo Hækkerup (født 12. juni 1974 i Hillerød med efternavnet Schmidt) er generalsekretær i UNICEF Danmark og tidligere socialdemokratisk politiker.

## Baggrund
Karen Hækkerup blev født i Hillerød som datter af pensioneret lærer Erik Debois og psykolog Kirsten Angelo Schmidt. Hun blev student fra Odense Katedralskole i 1993. Fra 1994 til 1995 læste hun historie på Odense Universitet. I 1995 begyndte hun også på Københavns Universitet, hvor hun i år 2000 fik sin bachelor i statskundskab. I 1997 blev hun indvalgt i Københavns Borgerrepræsentation som folkeskoleordfører, og fra 1998 til 1999 arbejdede hun som studentermedhjælper på Christiansborg. Hun blev i 2010 cand.scient.pol. fra Københavns Universitet.
Karen Hækkerup blev i år 2000 gift med Ole Hækkerup, der også er medlem af Folketinget. Parret har tre børn. Familien er bosiddende i Dragør på Amager.

## Politisk karriere
Karen Hækkerup blev i 2005 valgt til medlem af Folketinget for Socialdemokratiet i Tårnbykredsen, og efter regeringsskiftet i 2011 blev hun udnævnt til social- og integrationsminister i Helle Thorning-Schmidts regering. Ved regeringsrokaden den 9. august 2013 blev hun i stedet minister for Ministeriet for Fødevarer, Landbrug og Fiskeri – en post, hun dog kun bestred i fire måneder, før hun den 12. december 2013 overtog hvervet som justitsminister efter Morten Bødskov, der måtte gå af pga. fortielser for Folketingets retsudvalg. Den 10. oktober 2014 meddelte hun, at hun ville gå af for at blive direktør for Landbrug & Fødevarer som afløser for Søren Gade. Karen Hækkerups karrierevej fra politiker til lobbyist, fik efterfølgende Enhedslisten til at stille forslag om en karensperiode, så man fremover kunne undgå en lignende situation. Hun forlod direktørstillingen i Landbrug & Fødevarer 1. oktober 2018.
I 2019 blev Karen Hækkerup generalsekretær i UNICEF Danmark.

## Politiske hverv
- Formand for DSU Odense 1993-1994.
- Medlem af Københavns Borgerrepræsentation 1998-2005.
- Medlem af Hovedstadens Sygehusfællesskabs bestyrelse 2001 -2005.
- Medlem af Folketinget for Københavns Amtskreds fra februar 2005, valgt ind med 7112 personlige stemmer.
- Forbrugerpolitisk ordfører for Socialdemokraterne 2005-2007.
- Retspolitisk ordfører for Socialdemokraterne 23/1 2007.